# Orgullo báltico
El Orgullo báltico (en inglés: Baltic Pride) es un festival cultural LGBT anual que se lleva a cabo de manera alternada desde 2009 en las capitales de los países bálticos: Tallin, Riga y Vilna. El festival, siendo un poderoso impulsor de cambios en las políticas públicas sobre LGBT en los países bálticos, enfatiza los problemas de la comunidad LGBT, su estatus legal y la tolerancia en la sociedad en general.
La historia del evento se remonta a octubre de 2008, cuando distintos representantes LGBT de los países bálticos decidieron conjuntamente en Sigulda que en el futuro se realizaría un festival del Orgullo Báltico conjunto de forma rotativa. El evento fue organizado por las agrupaciones Unión LGBT de Estonia (en estonio: Eesti LGBT Ühing), Mosaico (en letón: Mozaīka) y la Asociación Gay Lituana (en lituano: Asociacija Lietuvos gėjų lyga).

## Eventos que precedieron al Orgullo báltico

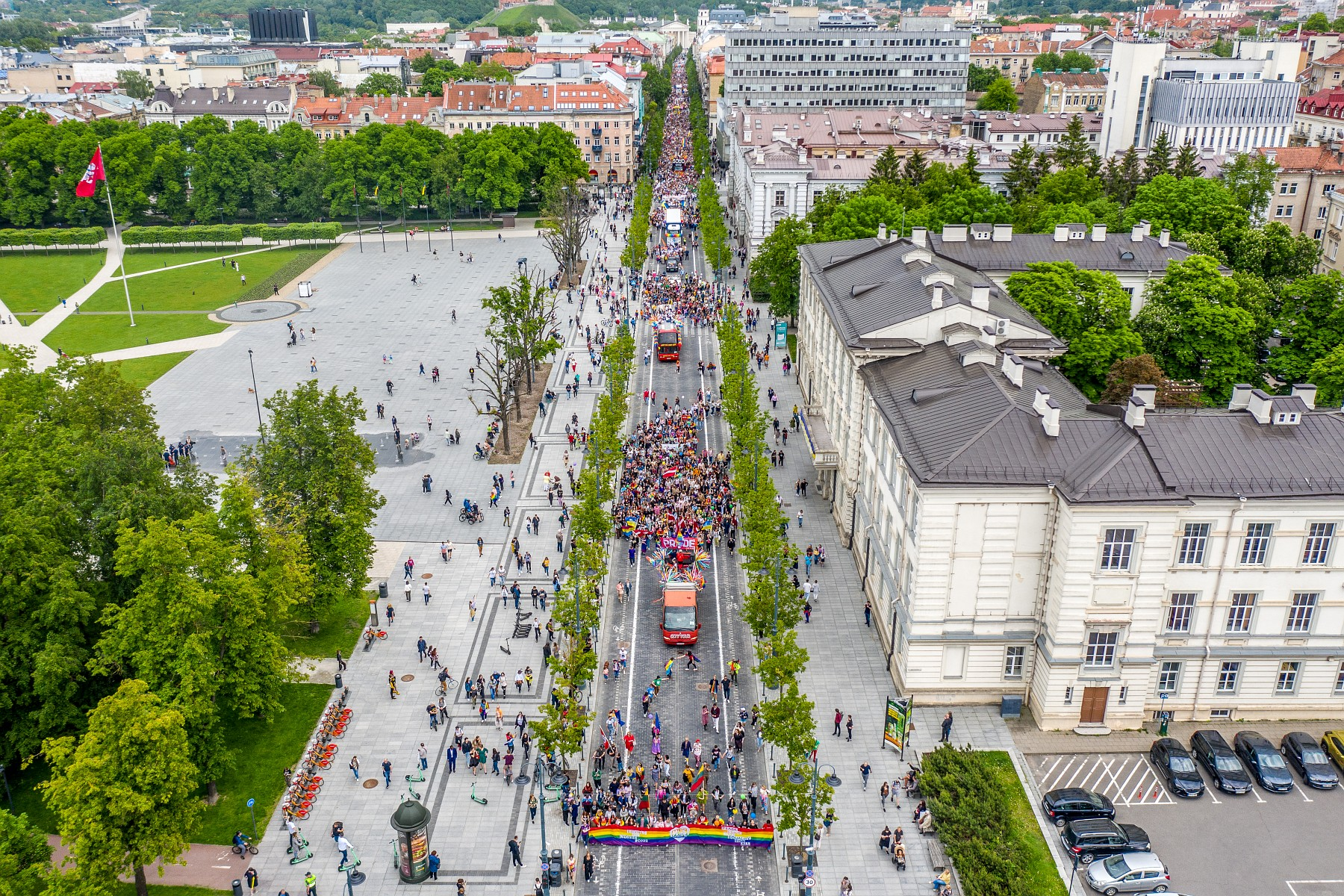
Orgullo báltico de 2022

### Estonia
Aunque desde la era soviética existió una subcultura LGBT en el territorio de Estonia, las oportunidades para su desarrollo legal aparecieron solo a principios de la década de 1990, simultáneamente con la restauración de la independencia del país. El año 2003 marca el primer intento de la comunidad LGBT local de salir a la calle, tomando como modelo el Orgullo Sueco. En 2004, activistas LGBT de Estonia se unieron para formar el Centro de Información Gay-Lésbica (en estonio: Gei ja Lesbi Infokeskus), y del 12 al 15 de agosto de 2004 tuvo lugar el primer evento nacional por el Orgullo LGBT, que luego pasó a formar parte de Orgullo báltico. Las semanas culturales LGBT junto con una marcha del orgullo se llevaron a cabo de 2004 a 2007. La tradición se interrumpió en 2007 por razones de seguridad.

### Letonia
A principios de julio de 2005, el Grupo de Apoyo a la Juventud Gay y Lésbica de Letonia (en letón: Latvijas geju un lesbiešu jaunatnes atbalsta grupa) recibió permiso del alcalde de Riga para la organización de una Marcha del Orgullo LGBT en el Casco Antiguo de la ciudad el 23 de julio de 2005. Dos días antes del evento, el 20 de julio de 2005, el ayuntamiento revocó este permiso alegando la imposibilidad de garantizar la seguridad de los asistentes. Sin embargo, las razones fueron en gran parte políticas, en particular las amenazas de disturbios por parte de los grupos nacionalistas Club 415 (en letón: Klubs 415) y Unión de Fuerzas Nacionales (en letón: Nacionālā Spēka savienība), así como undiscurso del Primer Ministro de Letonia en que dijo que era inadmisible realizar un desfile de minorías sexuales en el centro de la capital. El mismo día, los organizadores del Orgullo enviaron una denuncia contra las acciones del alcalde de Riga al tribunal administrativo del distrito, y al día siguiente recibieron un dictamen que revirtió la prohibición debido a su ilegalidad y evidente naturaleza discriminatoria.

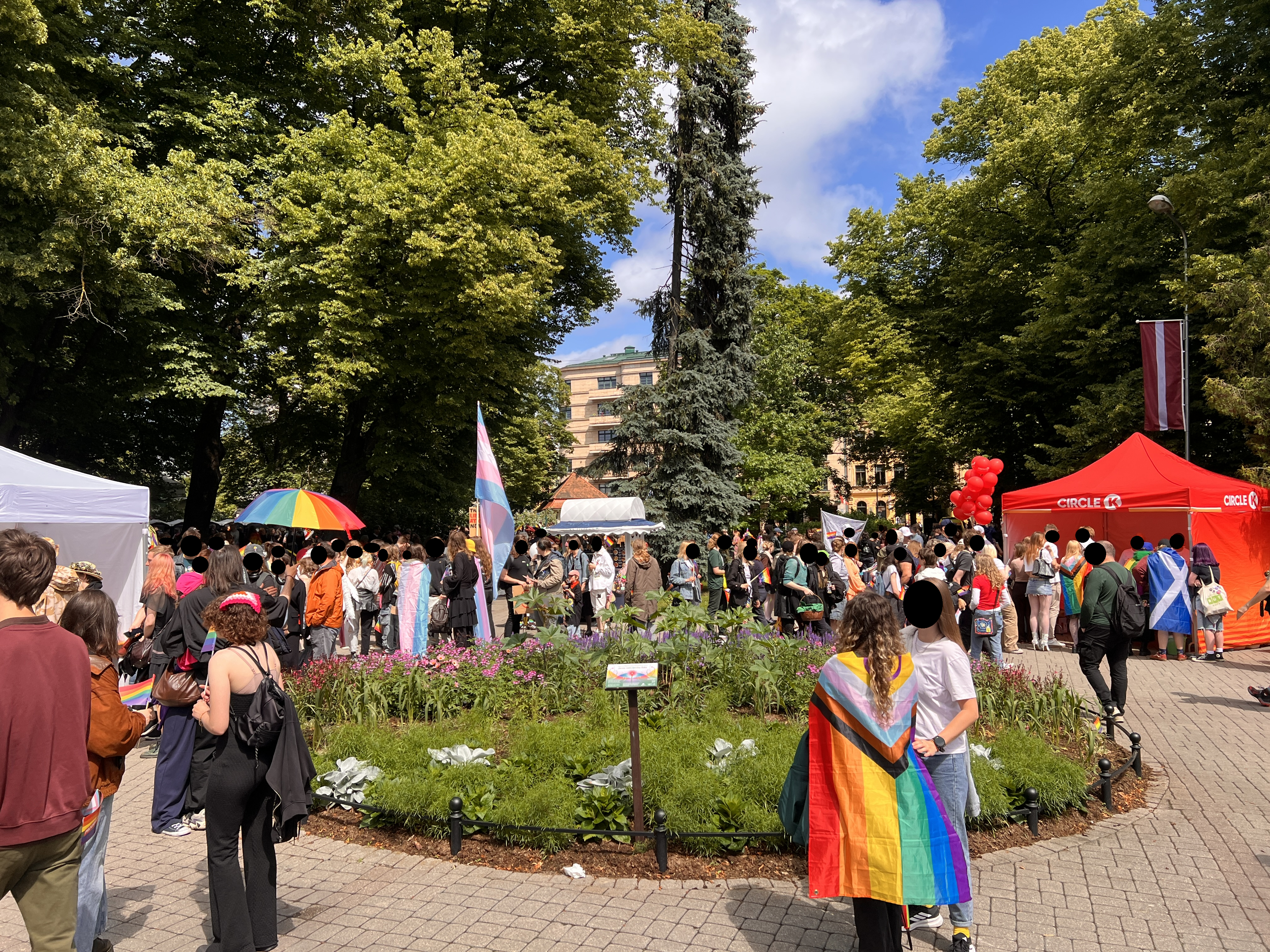
Pueblo del Orgullo en el Jardín de Vērmanes durante el Orgullo de Riga en junio de 2025.

Gracias a la decisión del juez, se logró realizar en 2005 en Riga la primera marcha del orgullo LGBT de Letonia, bajo el nombre de Orgullo de Riga y que contó con aproximadamente 70 participantes. Sin embargo, la marcha fue atacada por aproximadamente 3000 opositores que primero arrojaron tomates y huevos, luego golpearon a los participantes, a pesar de la presencia de la policía. A raíz de este evento, la comunidad LGBT letona, sus familias y aliados fundaron la organización pública Mosaico con el objetivo de oponerse a homofobia y mejorar la situación de los derechos humanos de las personas LGBT en Letonia.
Desde 2006, otros eventos comenzaron a realizarse junto con la marcha del Orgullo de Riga, con lo que el evento en su conjunto pasó a llamarse «Días del Orgullo y la Amistad de Riga». Estas celebraciones también sufrieron ataques por parte de manifestantes homofóbicos. Hasta 2008, las marchas del orgullo estuvieron acompañadas de numerosas protestas, violencia y repetidos intentos por parte de las autoridades de cancelarlas.
Durante aquella época, la comunidad LGBT de Letonia se encontraba dividida en cuanto a su opinión sobre el orgullo. En febrero de 2007, una encuesta de 537 personas LGBT realizada por ILGA-Latvija mostró que el 82% de los encuestados no apoyaba la celebración de la edición de ese año de los «Días del Orgullo y la Amistad de Riga», mientras que solo el 7% creía que estos eventos podían ayudar a promover la tolerancia hacia las minorías sexuales.

### Lituania
Del 16 al 26 de mayo de 2007, Vilna acogió el primer evento del orgullo en la historia de Lituania, con el nombre de Días Arcoíris, que se realizó en conmemoración al Día Internacional contra la Homofobia. El programa de eventos incluyó una conferencia de prensa cerca del Seimas, un seminario llamado «Homofobia: causas y consecuencias», discusiones sobre derechos humanos, una serie de eventos culturales, una biblioteca en vivo y una fiesta. La culminación del festival consistió en el despliegue de la bandera arcoíris más grande de Lituania hasta ese entonces (30m de largo) en la Plaza de la Independencia.

## Orgullos bálticos

### 2009: Riga

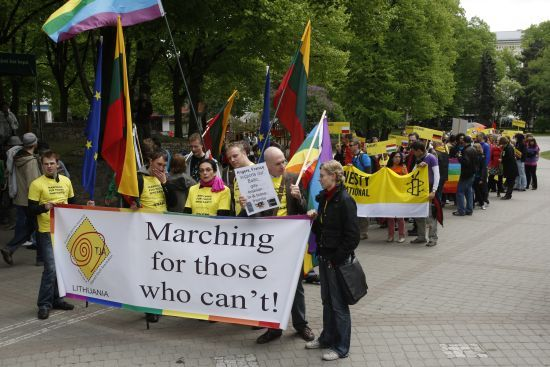
Marcha del orgullo LGBT en Riga (17 de mayo de 2009)

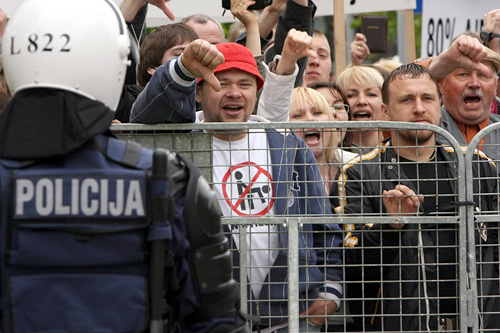
Opositores a la marcha del orgullo en Riga (17 de mayo de 2009)

El 16 y 17 de mayo de 2009, se llevaron a cabo dos seminarios, debates políticos y proyecciones de películas como parte del primer festival Orgullo báltico. El desfile LGBT tuvo lugar en el Parque Vermansky (en letón: Vērmanes dārzs), en el centro de Riga. Unas 600 personas participaron en la marcha. El desfile transcurrió bajo fuerte protección policial y no se reportaron incidentes graves. Aunque no hubo ataques, los participantes de la marcha fueron acompañados durante todo el recorrido por carteles de manifestantes homófobos, que sumaban unos 400, y que incitaban a la violencia física.
El Ayuntamiento de Riga decidió revocar el permiso para celebrar el Orgullo porque, en su opinión, la marcha era «ofensiva para la decencia pública y una amenaza para la seguridad pública». Amnistía Internacional fue extremadamente crítica con la decisión del ayuntamiento y en comunicado afirmó: «La decisión adoptada contradice las leyes de Letonia y viola el derecho de las personas LGBT en los países bálticos a la libertad de expresión y reunión pacífica». La decisión fue apelada en la corte, que anuló la decisión de las autoridades de la ciudad y permitió el movimiento por el centro de la ciudad.

### 2010: Vilna
Del 5 al 9 de mayo de 2010, tuvo lugar en Vilna el primer orgullo en la historia del Lituania que incluyó una marcha pública. Los eventos del programa del orgullo, siendo en ese momento el foco de atención de los medios lituanos, llamaron la atención sobre la discriminación basada en la orientación sexual y las causas y consecuencias de la homofobia.
El festival incluyó eventos culturales y sociales: exposiciones, un festival de cine y una conferencia sobre «Derechos humanos contra el miedo y la superstición». Unas 500 personas participaron en la marcha, incluidos dos miembros del parlamento lituano. El desfile en sí transcurrió sin incidentes graves, pero la policía tuvo que usar la fuerza contra opositores del orgullo que intentaron abrirse paso hacia el convoy. Un policía y un periodista resultaron heridos. Los opositores a la marcha gritaron insultos y arrojaron piedras y botellas a los participantes del evento. El desfile estuvo acompañado por 1000 a 2000 manifestantes y 600 policías.
Al comienzo de la semana del festival, un tribunal inferior lituano decidió detener el desfile por razones de seguridad, a pedido del Ayuntamiento de Vilna. La presidenta Dalia Hrybauskaite criticó duramente esta decisión. El tribunal superior no estuvo de acuerdo con la decisión del tribunal inferior y afirmó que el Estado debía garantizar a sus ciudadanos el derecho de reunión pacífica, aún cuando fueran impopulares (un mes antes del desfile, más del 70% de los lituanos encuestados aseveraron oponerse a su celebración). El tribunal enfatizó además que las posibles consecuencias negativas de este derecho no eran razón suficiente para cancelar la marcha.

### 2011: Tallin
Del 6 al 11 de junio de 2011, se llevó a cabo el Festival OMA dentro del Orgullo báltico de Tallin, cuyo programa incluyó una muestra de cine LGBT, conciertos, exposiciones, seminarios, fiestas y eventos deportivos. También se llevó a cabo la conferencia «La diversidad enriquece» (en estonio: Erinevus rikastab), que se centró en la sexualidad de personas de diferentes edades. La semana terminó con un concierto al aire libre en el barrio Rotermann. El programa del orgullo no incluyó marchas por las calles de Tallin.

### 2012: Riga
El 26 de abril de 2012, el Comité de Seguridad, Orden y Prevención de la Corrupción (en letón: Drošības, kārtības un korupcijas novēršanas jautājumu komiteja) del Ayuntamiento de Riga apoyó una propuesta del político Jānis Šmits, quien era el director del Colegio de Comunidades Cristianas y de la organización sin fines de lucro «No Pride», para prohibir la «propaganda de la homosexualidad». El departamento legal del Ayuntamiento de Riga calificó esta prohibición como una violación de los derechos humanos de conformidad con el art. 10 del Convenio Europeo de Derechos Humanos, así como el art. 100 de la Constitución de Letonia, que estipula que toda persona tiene derecho a expresar su opinión libremente. El alcalde de Riga no incluyó estas enmiendas en la agenda de la reunión del consejo de la ciudad. Sin embargo, el defensor del pueblo anunció que ni él ni su personal participarían en los eventos del Orgullo báltico de 2012 a pesar de que recibió una invitación oficial de Mosaico.
Del 28 de mayo al 3 de junio de 2012 se realizó el festival del orgullo, que incluyó seminarios, talleres y la proyección de una película. El evento principal fue la marcha del orgullo LGBT en el centro de Riga, a la que asistieron aproximadamente 400 personas. La marcha se desarrolló sin mayores incidentes. Después del desfile, se llevó a cabo la manifestación «Vota por los derechos humanos» en el Parque Vermansky. Entre otros, participaron en el festival el ministro de Relaciones Exteriores de Letonia, Edgar Rinkevičs, la ministra de Asuntos Sociales, Ilse Henchele, y el alcalde de Riga, Nils Ushakovs. Ulrike Lunaček, secretaria de prensa del Grupo de Trabajo del Parlamento Europeo sobre derechos LGBT, comentó sobre el festival en Letonia: «El alto nivel de participación y la presencia de dos ministros es algo sin precedentes. Hace seis años, nosotros, los participantes del desfile, tuvimos que escondernos en un hotel porque la policía no podía o no quería protegernos de los manifestantes radicales que salían a la calle».

### 2013: Vilna
La semana del Orgullo en Vilna, celebrada del 13 al 31 de junio de 2013, incluyó una exposición sobre la historia LGBT de Lituania, una velada de poesía, una conferencia internacional sobre derechos humanos, un festival de cine, exposiciones fotográficas y fiestas. El festival culminó con una marcha por la avenida Gediminas, a la que asistieron aproximadamente 1000 personas, incluidos varios miembros del Parlamento Europeo y dos miembros del Parlamento lituano. El desfile se desarrolló sin incidentes significativos, aunque fueron detenidos 30 manifestantes conservadores de derecha. Ulrike Lunaček, copresidenta del Grupo de Trabajo de Derechos LGBT del Parlamento Europeo, escribió más tarde: «Aparte de algunos huevos arrojados y un policía herido, la situación en Lituania sin duda ha mejorado».
El alcalde de Vilna, Artūras Zuokas, trató de impedir la marcha en el centro de la ciudad, alegando la imposibilidad de garantizar la seguridad de los participantes. Dos tribunales dictaminaron que las autoridades de la ciudad de Vilna violaron los derechos de los organizadores y participantes al prohibir el desfile. Pero incluso después del dictamen, las autoridades de la ciudad intentaron prohibir el desfile en el centro de la ciudad. Amnistía Internacional expresó su indignación por esta posición del Ayuntamiento de Vilna.
Durante la Marcha del Orgullo, el diputado lituano Petras Gražulis intentó abrirse paso hacia la columna LGBT a la cabeza de los opositores del Orgullo, mientras gritaba «¡Por Lituania, hombres!», y fue detenido por la policía.

### 2014: Tallin
Del 2 al 8 de julio de 2014, se llevó a cabo otro festival OMA en Tallin como parte del Orgullo báltico, cuyo tema fueron los lemas «¡Fuera!» y «¡Cásate por una sociedad solidaria!». Cada día del evento se dedicó a un tema determinado: historia, salud, política, personalidad, salida del armario y familia. El festival incluyó actuaciones, talleres, debates, grupos de lectura y exposiciones. La culminación del festival fue un concierto al aire libre frente al cine Sõprus. El Festival OMA contó con el apoyo de la Junta de Juego de Estonia (en estonio: Hasartmängumaksu Nõukogu), las embajadas de Canadá, Estados Unidos, Países Bajos, el Instituto de Derechos Humanos de la Universidad Tecnológica de Tallin, la Unión Europea, el Ministerio de Asuntos Sociales de Estonia y otras personas físicas y jurídicas.
Durante el festival, el presidente del Parlamento de Estonia, Eiki Nestor, invitó a sus organizadores y socios a una recepción en el Riigikogu White Hall. En ese momento, el parlamento estaba considerando un proyecto de ley sobre uniones civiles (que luego se convirtió en ley) y las opiniones de los participantes en el Orgullo báltico fueron de gran influencia durante el debate legislativo.

### 2015: Riga

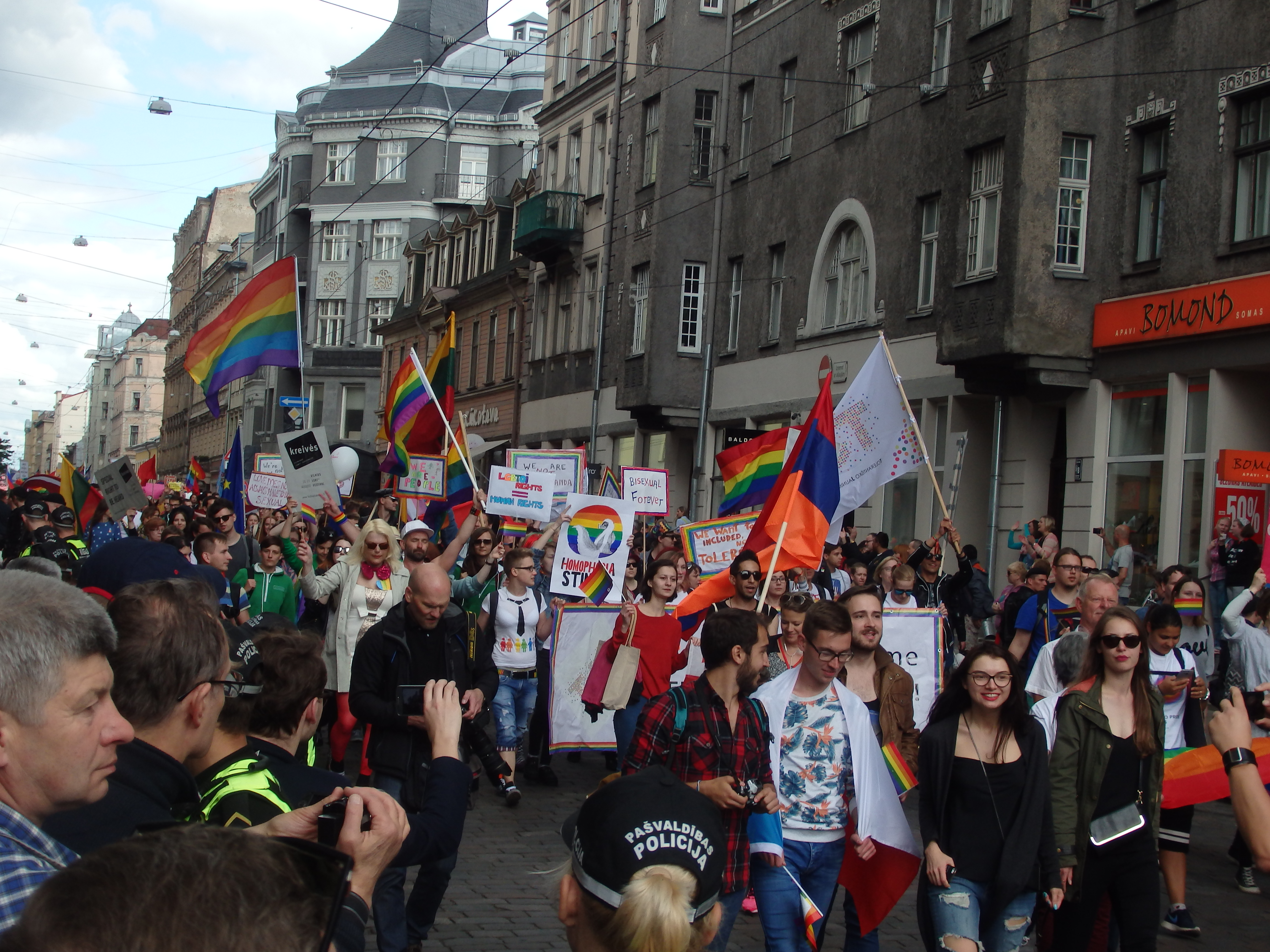
En 2015, el Orgullo báltico se unió al festival Europride.

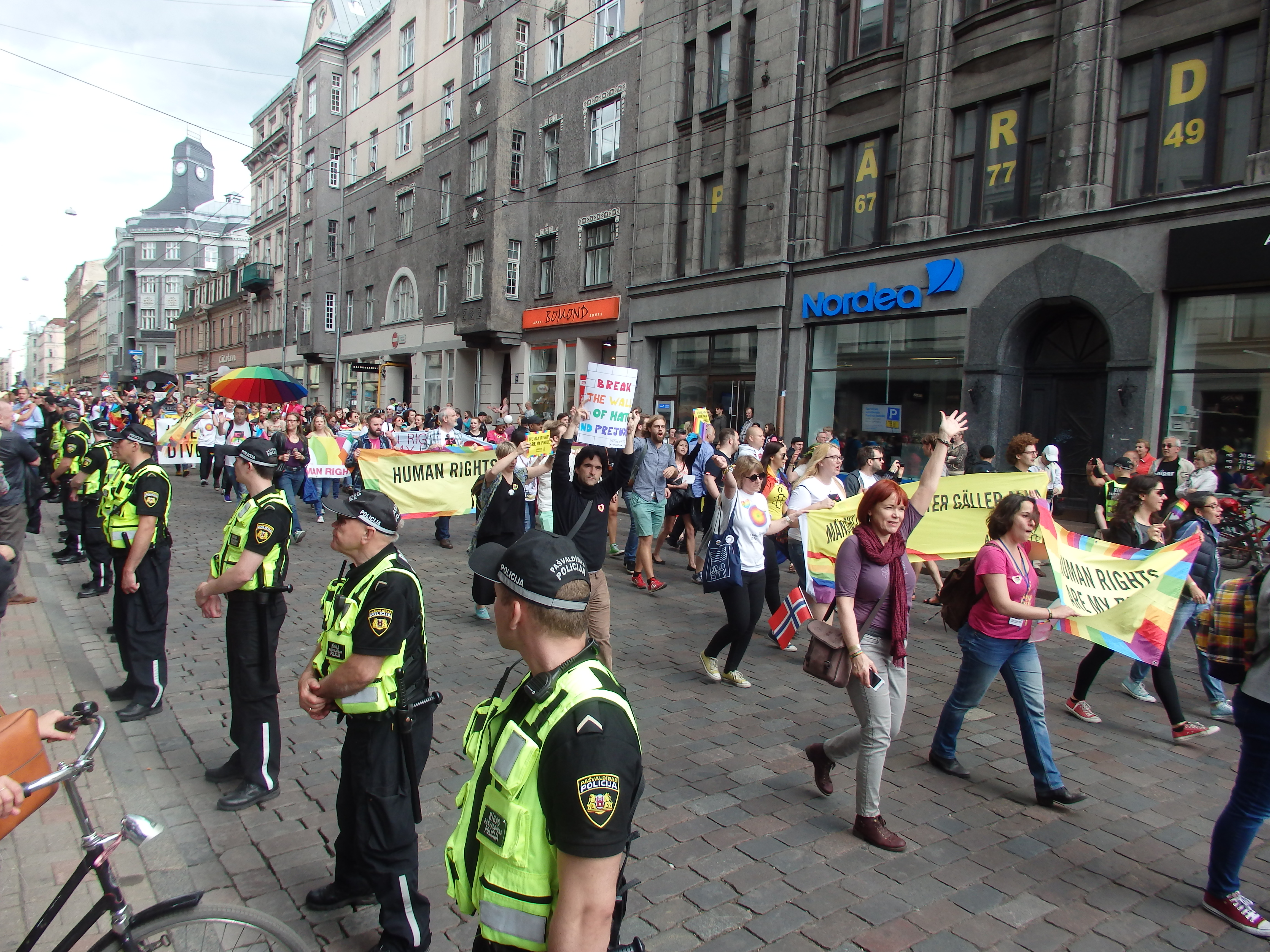
Personas marchando durante el Orgullo báltico de 2015.

En la reunión general de 2013 de la organización internacional del Europride se decidió que la sede del evento en 2015 sería Riga, lo que la convirtió en la primera capital de una antigua república de la URSS en ser sede de este evento continental.
Del 15 al 21 de junio de 2015, el Orgullo báltico se unió al Europride. El lema del festival fue "Cambiar la historia es genial" (en inglés: Changing history is hot) El programa del mismo incluyó una variedad de eventos culturales, incluida una exposición sobre la historia LGBT de Letonia desde principios del siglo XX, una exposición de pinturas originales de Tom of Finland, el festival de cine Black Carnation, talleres, conferencias y foros. El final del festival consistió en un concierto al aire libre y marcha del orgullo, a la que asistieron aproximadamente 5000 personas. La marcha se desarrolló sin incidentes significativos, aunque hubo aproximadamente 40 manifestantes y tres detenciones. Además de la comunidad LGBT local, participaron en el festival varias organizaciones no gubernamentales, asociaciones culturales, parlamentarios y un representante del Ministerio de Relaciones Exteriores de Letonia.
Al mismo tiempo, el pánico homofóbico causado por la celebración del Europride en Riga condujo a la introducción por parte del parlamento letón de un "artículo moral" en la Ley de Educación (y los cambios correspondientes en los programas escolares), lo que a su vez dejó a Letonia en el último lugar. entre los países de la Unión Europea en el Rainbow Europe Index de 2016.

### 2016: Vilna
El lema del festival, que tuvo lugar en Vilna del 13 al 19 de junio de 2016, fue "¡Somos gente, no propaganda!" (en lituano: Mes esame žmonės, ne propaganda!), como forma de atraer la atención a la ley que prohibía la "propaganda LGBT" en Lituania. El propósito del festival fue iniciar un amplio debate público sobre la regulación de las relaciones entre personas del mismo sexo en Lituania. El programa del festival incluyó eventos culturales y públicos, una conferencia internacional sobre derechos humanos, que se centró en el reconocimiento legal de las relaciones entre personas del mismo sexo. Aproximadamente 3000 personas asistieron a la marcha LGBT desde la plaza Lukishkiv hasta el parque Bernardyntsiv, que se desarrolló sin incidentes significativos, ya que el número de opositores no superó los 50. Además de la comunidad LGBT local, al festival asistieron varios miembros del Parlamento Europeo, diplomáticos (en particular, la embajadora de Gran Bretaña, Claire Lawrence) y políticos lituanos.
El 14 de junio, el Ministerio de Relaciones Exteriores de la República de Lituania publicó un llamamiento conjunto en apoyo de la comunidad LGBT lituana, al que se unieron representantes de las embajadas de Austria, Bélgica, Gran Bretaña, Grecia, Dinamarca, Estonia, Israel, Irlanda, España, Italia, Canadá, Letonia, Luxemburgo, Países Bajos, Alemania, Noruega, Polonia, Rumanía, Estados Unidos, Hungría, Francia, República Checa y Suecia. En el documento, los diplomáticos también expresaron sus condolencias y apoyo a los familiares de los fallecidos en la Masacre de la discoteca Pulse de Orlando.

### 2017: Tallin

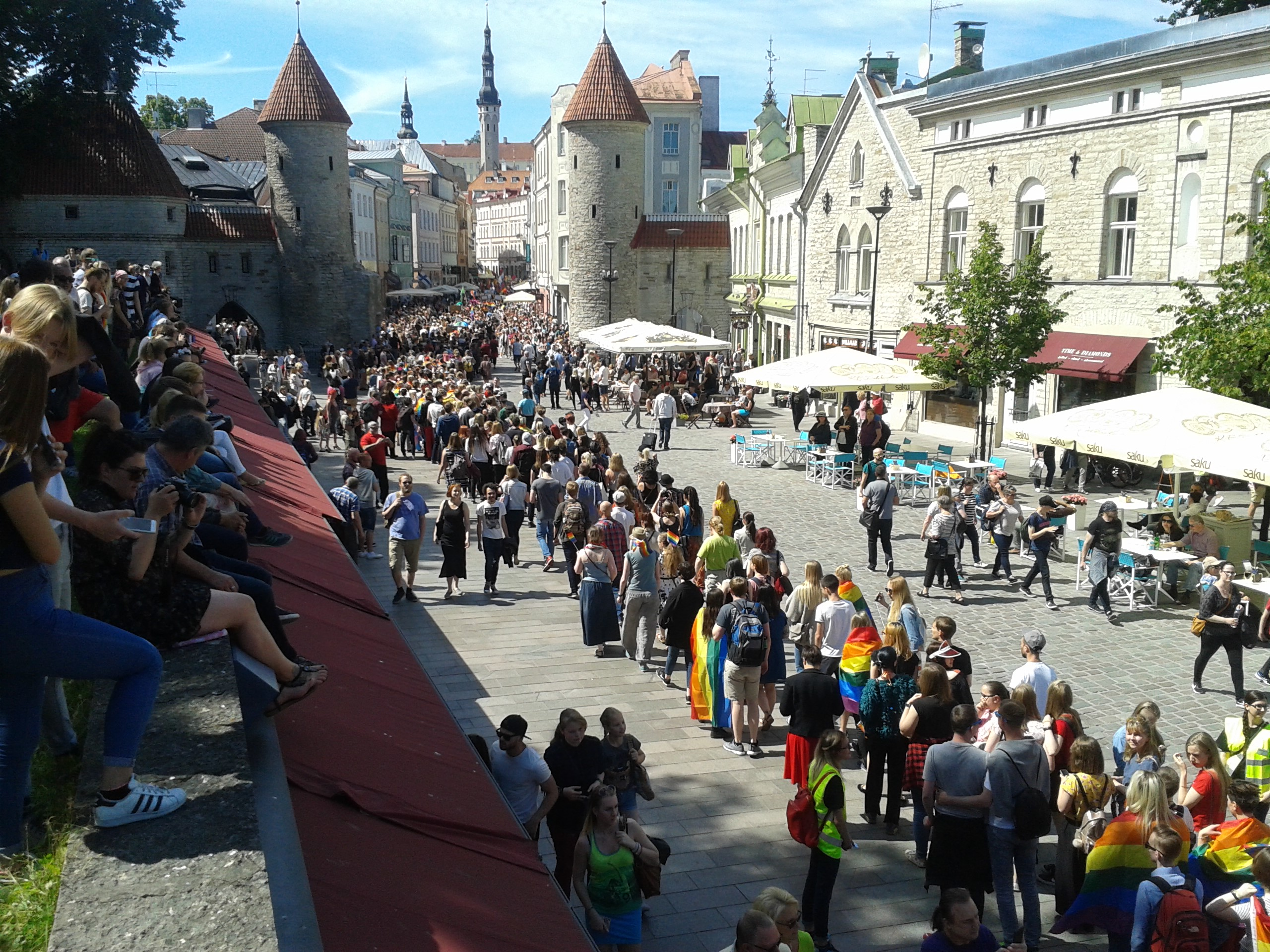
Marcha del Orgullo báltico de 2017, celebrado en Tallin.

El tema del festival, que tuvo lugar en Tallin del 6 al 9 de julio, fue el lema "¡Juntos! ". El programa del festival incluyó la conferencia "Comunidad LGBT+: junto con el pasado, el presente y el futuro", un pícnic para familias del mismo sexo, un recorrido por la historia LGBT+ de Tallin, Jornada de Puertas Abiertas en la comunidad cristiana LGBT y un acto conmemorativo a la artista Anna-Stina Treumund. Además, hubo seminarios, actuaciones, fiestas y proyecciones de películas. En el marco del festival en Estonia, tras una pausa de casi 10 años, se realizó una marcha LGBT, en la que participaron unas 1800 personas. El desfile en el casco antiguo de Tallin transcurrió sin incidentes significativos. Después de la procesión, tuvo lugar un concierto al aire libre frente al cine Sõprus.
El festival contó con el apoyo de las embajadas de varios países en Estonia, la representación de la Comisión Europea en el país, la oficina de información del Parlamento Europeo, el Consejo de Ministros de los países nórdicos, el Ministerio de Asuntos Exteriores de Estonia y la Coalición Euroasiática para la salud de los hombres.

### 2018: Riga
El Orgullo báltico de 2018 coincidió con el centenario de la República de Letonia, motivo por el cual las actividades del festival no duraron una semana, como es habitual, sino 100 días, del 3 de marzo al 10 de junio.
El programa del orgullo estuvo lleno de eventos culturales en varios lugares de Riga, incluida la Biblioteca Nacional de Letonia para celebrar no solo la diversidad y los derechos humanos, sino también la independencia de Letonia. Uno de los eventos de la semana anterior a la Marcha del Orgullo fue un seminario organizado por la Coalición Euroasiática para la Salud de los Hombres y dedicado a los problemas de salud de los homosexuales, bisexuales y otros hombres que tienen sexo con hombres, así como a las personas transgénero. La culminación fue una marcha pública por el casco antiguo el 9 de junio de 2018, que reunió a más de 8000 participantes, no solo de Letonia, sino también de países como Lituania, Estonia, Suecia, Dinamarca, Alemania y Canadá. Las embajadas de los Estados Unidos y Gran Bretaña también expresaron su apoyo público al Orgullo.
Por primera vez en la historia de Letonia, tres partidos políticos marcharon junto con los otros participantes en la procesión. Varias iniciativas empresariales nacionales expresaron su apoyo al orgullo en su publicidad, algunas cafeterías ofrecieron pasteles de arcoíris y las pequeñas cervecería crearon una marca especial de cerveza con el nombre de "Baltic Pride beer".

### 2019: Vilna
A finales de 2018, la ONG "Instituto de Cultura Cristiana" (en lituano: Krikščioniškosios kultūros institutas) distribuyó por correo folletos que afirmaban que la "propaganda homosexual y transexual" está aumentando en Lituania y que el Orgullo báltico 2019 violaba la ley de protección infantil y la constitución del país. En respuesta, el Centro Lituano de Derechos Humanos (en lituano: Lietuvos žmogaus teisių centras) inició la campaña "Que Dios te ayude" con un llamamiento a pegar una pegatina con el arcoíris en una postal antes de enviarla al Instituto de Cultura Cristiana. Al mismo tiempo, el Defensor del Pueblo lituano apeló al Fiscal General de Lituania exigiendo que se abriera una investigación sobre la iniciativa del Instituto de Cultura Cristiana, que tenía como objetivo impedir que los ciudadanos participaran en la vida política, económica, social y cultural.
El Orgullo báltico tuvo lugar del 4 al 9 de junio de 2019. El programa de la Semana del Orgullo incluyó la exposición "Cuando lo invisible se vuelve visible" en el club Paviljonas, una conferencia internacional sobre derechos humanos, el evento de gala "Pride Voices" en las instalaciones del Teatro Dramático Ruso de Lituania, y el festival de cine Kreivės.
El 8 de junio de 2019, un número récord de participantes se unió a la marcha del Orgullo: 10 000 personas caminaron desde el parque Bernardyntsiv hasta la plaza Lukishki. "Somos una Familia" se convirtió en el eslogan oficial del orgullo. A la marcha se sumaron la Unión Liberal Lituana, la Embajada de Estados Unidos, la empresa Barclays y el club gay Soho. No hubo incidentes significativos durante la marcha.

### 2020: Tallin
El evento fue cancelado (24 de marzo de 2020) debido a la Pandemia de COVID-19.

### 2021: Riga
El Orgullo tuvo lugar del 2 al 7 de agosto de 2021 y tuvo el lema «Hasta que todos seamos iguales». Debido a la pandemia de COVID-19, los eventos del festival implementaron una serie de restricciones y la mayor parte del programa se transmitió en línea. El sábado 7 de agosto, la Semana del Orgullo terminó en Riga con un concierto en vivo. Para no aumentar el riesgo de propagación de Covid-19, el autobús del Orgullo báltico recorrió las calles de Riga a lo largo de la ruta del orgullo de años anteriores, y por la tarde, en la plataforma principal, varios cientos de espectadores vacunados se reunieron para el concierto final, durante el cual se anunció que a partir de 2022 el Orgullo de Riga tendría lugar todos los años, mientras que el Orgullo báltico seguiría celebrándose alternativamente en las tres capitales de los estados bálticos.
Antes del evento, activistas estonios llevaron a cabo una «Huelga del Mes del Orgullo» frente al Parlamento de Estonia. y un orgullo ciclista por separado en Tallin, durante el cual se produjo un ataque de hombres de extrema derecha contra un participante del evento.

### 2022: Vilna
El festival del Orgullo se llevó a cabo del 31 de mayo al 5 de junio de 2022, mientras que la Marcha del Orgullo en sí fue el 4 de junio. El lema del orgullo de ese año fue "Por la igualdad y la paz" (en lituano: Už lygybę ir taiką). La marcha contó con una delegación ucraniana y representantes de dos organizaciones LGBT ucranianas, "Kyiv-pride" y "Kharkiv-pride", hablaron desde el escenario principal.